# Il testamento di sua grazia
Il testamento di sua grazia è un film svedese del 1919, diretto da Victor Sjöström.

## Trama
Jakob Enberg è figlio di due servitori del barone Roger Bernhusen de Sars, ed è in stretti rapporti con Blenda, nipote del barone (ma, stando alle dicerie, sua figlia illegittima).
Quando alla tenuta arriva la sorella del barone, Julia Hyltenius, coi due figli Roger e Per, il barone, che non ha eredi diretti, per scoraggiare le mire dell’avida Julia, che egli non ama particolarmente, decide di stilare il proprio testamento.
Blenda è una ragazza a cui non passa minimamente per la testa l’idea di prendere marito, ma lo “zio” è convinto, come tutti, del resto, che, a tempo debito la giovane sposerà Jakob, col quale la vede spesso in atteggiamenti piuttosto intimi. Per questo motivo il testamento del barone, con disappunto della sorella, nomina suo unico erede Jakob, a patto che sposi Blenda.
Ma nel frattempo Blenda si apre alla vita sentimentale, innamorandosi, ricambiata, di Per. Blenda allora spiega al barone che il fatto che abbia baciato Jakob, o usi fare il bagno con lui non significa che lo abbia amato veramente (Jakob è di altro avviso), e lo convince a cambiare il testamento, ora in esclusivo favore della giovane, con una clausola: a Jakob, a titolo di – magra – consolazione, verrà assegnato un cospicuo vitalizio.